# Mhlambanyatsi
Koordinaten: 26° 27′ S, 31° 1′ O
Mhlambanyatsi ist ein Ort im Westen von Eswatini. Er liegt in der Region Manzini und gehört zum gleichnamigen Inkhundla.

## Geographie
Der Ort liegt 18 km südwestlich der Hauptstadt Mbabane an der MR 19 auf einem Hochplateau rund 1300 m über dem Meeresspiegel. Von dort ist es nicht weit zur Grenze der Region Hhohho, die nördlich und östlich des Ortsgebiets verläuft. Der nächste größere Ort im Südwesten ist Bhunya (⊙).
Die gebirgige Region ist bis zur Grenze der Region Hhohho relativ dicht bewaldet.